# Саїд бін Султан
Саїд II бін Султан (*5 липня 1791 — 19 жовтня 1856) — імам і султан Маскату і Оману в 1804—1856 роках, султан Маскату, Оману і Занзібару в 1832—1856 роках.

## Життєпис
Походив з династії Бусаїдів. Син Султана бін Ахмеда, султана Маскату й сеїда Оману. Народився 1791 року в Сумайлі. 1804 року після загибелі його батька став співправителем свого брата Саліма при регентстві Мухаммеда бін Насіра. Невдовзі владу спробував захопити стрийко імамів — Каїс бін Ахмад, валі Сохару. Доволі швидко Маскат опинився в облозі. На допомогу прийшов Бадр бін Саїд, небіж Султана бін Ахмада. Каїс зазнав поразки й відступив до Сухару. Після цього Бадр став новим регентом. Але невдовзі він намагався захопити трон, тоді 1806 року Саїд заманив Бадра бін Саїфа у пастку та вбив його. Регентшею стала старша сестра Аїша. Втім вже через декілька місяців Саїда було оголошено одноосібними імамом і султаном.
1809 року виступив проти Дірійського емірату, знищивши морську базу останнього у Рас-ель-Хаймі. За цим оголосив про незалежність.Втім війна з діірйцями тривала до 1813 року, коли зрештою емір Сауд ібн Абдул-Азіз вимушен був відкликати війська з Оману.
1820 року в союзі з загонами Британської Ост-Індської компанії рушив проти племені Бу-Алі, яке підтримувало ваххабітів, але кампанія зазнала поразки. 1821 року війська оманців та сипаїв завдали поразки Бу-Алі. У 1822 році він підписав з Великою Британією договір Морсбі, згідно з яким було припинено работоргівлю між Оманом і всіма європейськими державами. Після цього Саїд сконцентрувався на відновленні впливу Оману на узбережжі Суахілі в Східній Африці. 1823 року було відбито напад персів на місто Бендер-Аббас. завдяки цьому султан Оману зберіг контроль над Ормузькою протокою. У 1826 році незважаючи на те, що султанат Момбаса перебував під протекторатом Великої Британії, султан Оману повалив момбаського султана Сулеймана ібн Алі аль-Музраї і поставив свого намісника (валі). Планував відвоювати Бахрейн (втратив владу над ним 1820 року), але не наважився на відкритий конфлікт з Великою Британією. 1828 року підкорено важливий порт Могадішо, але там зберігалося своєрідне самоврядування.
Вступив у протистояння з недждським еміром Туркі ібн Абдуллахом, якому внаслідок поразки поступився земля уздовж Перської затоки практично до міста Маскат. Внаслідок цього 1832 року Саїд переніс столицю своїх володінь на Занзібар. 1836 року встановив дипломатичні стосунки з США. 1837 року повністю приєднав Момбасу до оманських володінь. 1840 року остаточно перебрався на Занзібар. Тоді ж встановив офіційні дипломатичні стосунки з Великою Британією.
В 1840 році відправив з Занзібара трищогловий військовий корвет «Султана» (Sultanah), збудований на місцевій корабельні в Момбасі, до Нью-Йорка зі своїм дипломатичним посланником Ахмадом бін ан-Ну'маном аль-Ка'бі та вантажем дорогоцінних товарів, включаючи подарунки для президента США Мартіна Ван Бюрена. Небезпечна подорож зайняла 87 днів і прибуття Султани до гавані Нью-Йорка було зустрінуте з безпрецедентним інтересом. Через два роки корвет Султана здійснив ще одну важливу дипломатичну подорож, цього разу до Лондона, доставивши у Велику Британію першого посла Омана — шейха Алі бен Насіра з багатими подарунками для королеви Вікторії.
Сприяв відновленню Занзібара як провідного центру работоргівлі на узбережжі Суахілі. Водночас султан сприяв розведенню гвоздики на островах Занзібар і Пемба, що лише додало загального розмаху работоргівлі, оскільки плантації гвоздики на острові потребували робочих рук. 1845 року уклав з британцями договір, за яким заборонялася работоргівля на Занзібарі, але його фактично не виконували. 1845—1846 року перське військо знову блокувало Бендер-Аббас, намагаючись його відвоювати, втім марно.

Володіння Саїда бін Султана на момент смерті

 Невдовзі запропонував королеві Мадагаскару Ранавалуні I видати її дочку за свого сина, з тим, щоб згодом Мадагаскар перейшов в зверхність Оману. Але Раваналуна I відмовився. Також планував приєднати Коморські острови, але місцеві шейхи 1842 року прийняли протекторат Франції.
1856 року було встановлено зверхність над султанатом Пате (його колишні правителі втекли на континент, де заснували в Віту новий султанат). Того ж року, під час морської подорожі біля острову Мае, Саїд бін Султан помер. Після цього його володіння поділили сини Тувайні і Маджид, які стали султанами Оману і Занзібару відповідно.

## Родина
Мав 75 дружин, від яких народилося 26 синів і 21 донька.